# Тохтамиш Ґерай
Тохтами́ш Ґера́й (крим. Toqtamış Geray, توقتهمش گراى‎; 1589–1608) — кримський хан у 1607–1608 рр. з династії Ґераїв, наступник Гази II Ґерая, попередник Селямета I Ґерая. Син Гази II Ґерая, онук Девлета I Ґерая.
Згідно з планами Гази II Ґерая, влада в ханстві повинна була успадковуватися старшим сином правлячого хана (за османським зразком), про що він мав домовленість із султаном Мурадом III. З розрахунку на те, що цей порядок дотримуватиметься, Гази II Ґерай призначив Тохтамиша Ґерая своїм калгою, сподіваючись, що той згодом успадкує престол. Після смерті Гази II кримські татари, згідно з волею покійного хана, обрали Тохтамиша Ґерая кримським правителем.
Проте новий султан не побажав виконувати обіцянки свого попередника. Він не хотів бачити на престолі сина дуже незалежного щодо Османської імперії Гази II і віддав кримський трон Селямету Ґераю — людині, яка була всім зобов'язана султанові. Дізнавшись про султанське рішення, Тохтамиш Ґерай відправився до Стамбулу просити про відновлення своїх ханських повноважень. Дорогою на річці Буг на нього напав калга Селямета I Ґерая Мехмед Ґерай, у битві з яким Тохтамиш загинув.
123